# Graptostylus dolosus
Graptostylus dolosus är en tvåvingeart som beskrevs av Hull 1962. Graptostylus dolosus ingår i släktet Graptostylus och familjen rovflugor. Inga underarter finns listade i Catalogue of Life.